# Maidstone (borough)
Maidstone è un borough del Kent, Inghilterra, Regno Unito, con sede nella città omonima.
Il distretto fu creato con il Local Government Act 1972, il 1º aprile, 1974 dalla fusione dei Municipal Borough di Maidstone e dei distretti rurali di Hollingbourne e Maidstone.

## Ward e parrocchie
Il borough è diviso in wards, alcune delle quali nell'area urbana di Maidstone (Allington, Bridge, Downswood & Otham, East, Fant, Heath, High Street, North, Park Wood, Shepway North, Shepway South e South) e altre nelle zone rurali (Barming, Boughton Monchelsea & Chart Sutton, Broomfield Kingswood, Coxheath & Hunton, Detling, Downswood & Otham, Headcorn, Harrietsham & Lenham, Loose, Marden & Yalding, North Downs, Staplehurst, Sutton Valence & Langley, Thurnham).
Nel borough esistono poi le seguenti parrocchie, che escludono l'area del capoluogo:
- Barming
- Bearsted
- Bicknor
- Boughton Malherbe
- Boughton Monchelsea
- Boxley
- Bredhurst
- Broomfield and Kingswood (come "Broomfield")
- Chart Sutton
- Collier Street
- Coxheath
- Detling
- Downswood
- East Farleigh
- East Sutton
- Frinsted
- Harrietsham
- Headcorn
- Hollingbourne
- Hucking
- Hunton
- Langley
- Leeds
- Lenham
- Linton
- Loose
- Marden
- Nettlestead
- Otham
- Otterden
- Staplehurst
- Stockbury
- Sutton Valence
- Teston
- Thurnham
- Tovil
- Ulcombe
- West Farleigh
- Wichling
- Wormshill
- Yalding